# Roisin McGettigan
Roisin McGettigan, född den 23 augusti 1980, är en irländsk friidrottare som tävlar i hinderlöpning och medeldistanslöpning.
McGettigans första internationella mästerskapsfinal var finalen på 3 000 meter vid inomhus-VM 2006 i Moskva där hon slutade på en trettonde plats. Vid VM i Osaka 2007 var hon i final på 3 000 meter hinder där hon slutade på en tionde plats på tiden 9.39,80. Samma år blev hon tvåa vid IAAF World Athletics Final i Stuttgart på 3 000 meter hinder, denna gång på tiden 9.35,86.
Hon deltog vid Olympiska sommarspelen 2008 där hon tog sig till finalen i hinder och slutade där på en fjortonde plats. Vid inomhus-EM 2009 var hon i final på 1 500 meter och slutade då fyra.

## Personliga rekord
- 1 500 meter - 4.10,34
- 3 000 meter - 9.10,87 (inomhus 9.03,11)
- 3 000 meter hinder - 9.28,29